# Вітред (король Кенту)
Вітред (давн-англ. Wihtred, близько 670  — 23 квітня 725) — король Кенту у 690—725 роках. Похований у Кентерберійському абатстві.

## Біографія
Походив з династії Ескінгів. Син Еґберта I, короля Кенту. Народився близько 670 року. У 673 році втратив батька. Здобув освіту за часів панування стрийка Глотгера.
Після поразки та загибелі брата Едріка у війні проти Вессексу та Ессексу у 686 році, Вітред на деякий час вимушений був залишити державу.
У 690 році повернувся до Кенту, влаштувавши змову проти Освіна, короля Східного Кенту. У цьому отримав підтримку Альбіна, абата монастиря святих Петра і Павла в Кентербері. У 691 році розпочав боротьбу за об'єднання Кенту. Він виступив проти Свебгарда, короля Західного Кенту. У 692 році здобув перемогу й став одноосібним королем Кенту.
У 694 році Вітред підписав мирний договір з Інє, королем Вессексу, пообіцявши виплатити вергельд за вбивство Мула, родича Інє. Сплативши 30 тисяч срібних пенні (37,5 кг срібла) Вітред забезпечив мир на кордонах. Після цього призначив підкоролем свого сина Етельберта. У союзі з Інє зумів протидіяти амбіціями королів Мерсії.
У 695 році реформував грошову систему, завдяки чому перестали карбувати монети-«треміси», а їх замінили «скети». Вони були з великим вмістом срібла — до 90-95 %. Завдяки цьому кентська монета стала найліпшою серед англосаксонських держав. Мерсійська монета (карбувалася в Дорчестері та була в обігу в Лондоні) практично перестали поширюватися, поступившись конкуренцією кентським скетам.
На соборі в Баккенкельді видав рішення щодо передачі інвеститири духівництву, відмовившись від призначення єпископів. Король 695 року видав кодекс законів з 28 положень, що регулювали переважно земельні та правові відносини світської та церковної знаті (їх стосувалися 24 положення). Положення кодексу були доволі прихильні до церкви, яка була звільнена від податків. Визначалося можливості звільнення рабів та посилено покарання за крадіжку. Цим завершено створення законодавства Кенту.
Помер у 725 році. Після смерті Вітреда Кент було поділено між його синами — Едбертом I, Етельбертом II та Елфріком.

## Родина
1. Дружина — Кінегита
Діти:
- Етельберт, король Кенту в 725—762 роках

2. Вітбурга
Діти:
- Едберт, король Кенту в 725—748 роках

3. Етельбурга
Діти:
- Елфрік, король Кенту з 725 року